# Comuna Uileacu de Beiuș, Bihor
Uileacu de Beiuș (în maghiară: Belényesújlak) este o comună în județul Bihor, Crișana, România, formată din satele Forău, Prisaca, Uileacu de Beiuș (reședința) și Vălanii de Beiuș. Comuna Uileacu de Beiuș este situată în partea de sud a județului Bihor și în partea de vest a României. Relieful comunei este constituit din dealuri și coline.

## Demografie
Componența etnică a comunei Uileacu de Beiuș
     Români (80,31%)
     Maghiari (14,56%)
     Romi (1,34%)
     Alte etnii (0%)
     Necunoscută (3,79%)
Componența confesională a comunei Uileacu de Beiuș
     Ortodocși (69,05%)
     Reformați (13,72%)
     Penticostali (5,86%)
     Greco-catolici (4,85%)
     Baptiști (1%)
     Alte religii (1,51%)
     Necunoscută (4,02%)
Conform recensământului efectuat în 2021, populația comunei Uileacu de Beiuș se ridică la 1.793 de locuitori, în scădere față de recensământul anterior din 2011, când fuseseră înregistrați 2.050 de locuitori. Majoritatea locuitorilor sunt români (80,31%), cu minorități de maghiari (14,56%) și romi (1,34%), iar pentru 3,79% nu se cunoaște apartenența etnică. Din punct de vedere confesional, majoritatea locuitorilor sunt ortodocși (69,05%), cu minorități de reformați (13,72%), penticostali (5,86%), greco-catolici (4,85%) și baptiști (1%), iar pentru 4,02% nu se cunoaște apartenența confesională.
Aceasta zonă a fost locuită încă din cele mai vechi timpuri, iar prima atestare documentară a satului Uileacu de Beiuș datează din anul 1330, a satului Forău din anul 1552, a satului Prisaca din anul 1580, iar a satului Vălanii din anul 1828.

## Politică și administrație
Comuna Uileacu de Beiuș este administrată de un primar și un consiliu local compus din 11 consilieri. Primarul, Mihaela-Angela Sabău[*], de la Partidul Social Democrat, este în funcție din 1 noiembrie 2024. Începând cu alegerile locale din 2024, consiliul local are următoarea componență pe partide politice:
|  | Partid                                 | Consilieri | Componența Consiliului | Componența Consiliului | Componența Consiliului | Componența Consiliului |
|  | -------------------------------------- | ---------- | ---------------------- | ---------------------- | ---------------------- | ---------------------- |
|  | Partidul Social Democrat               | 4          |                        |                        |                        |                        |
|  | Partidul Național Liberal              | 4          |                        |                        |                        |                        |
|  | Uniunea Salvați România                | 2          |                        |                        |                        |                        |
|  | Uniunea Democrată Maghiară din România | 1          |                        |                        |                        |                        |

## Personalități născute aici
- Alexandru Ciupe (n. 1972), judoka.